# Sapockinská biologická rezervace
Sapockinská biologické rezervace (bělorusky Сапоцкінскі біялагічны заказнік) je bývalá biologická rezervace republikové významu v Hrodenském rajónu. Rezervace byla vytvořena v roce 1978 za účelem ochrany léčivých rostlin, krajinných a floristických komplexů vzácných a ohrožených druhů. Rezervace zabírala rozlohu 12 600 ha (2006). Od roku 2007 je součástí biosférické rezervace Hrodenský prales (Гродзенская пушча).
Rezervace je pojmenována podle sídla Sapockin, které se nachází v její blízkosti.

## Flóra a fauna
Na celém území roste velké množství léčivých rostlin, mezi kterými nechybí medvědice lékařská (Arctostaphylos uva-ursi), brusnice brusinka (Vaccinium vitis-idaea), jalovec (Juniperus), konvalinka vonná (Convallaria majalis). V prostoru rezervace se nachází také prha arnika (Arnica montana), koniklec luční (Pulsatilla pratensis), osladič obecný (Polypodium vulgare), pryskyřník prudký (Ranunculus acris) a další, které jsou zařazeny do Červené knihy.
V rezervaci žije vedle jiných jezevec lesní (Meles meles), z ptáků například čáp černý (Ciconia nigra) či otakárek fenyklový (Papilio machaon).